# Expedição Discovery

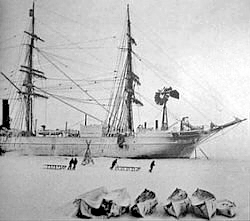
O Discovery preso no gelo da Antártida.

A Expedição Antártica Nacional Britânica 1901-04 (em inglês: British National Antarctic Expedition, 1901–04), genericamente conhecida como a Expedição Discovery, foi a primeira exploração oficial britânica das regiões Antárticas desde a viagem de James Clark Ross, 60 anos antes. Organizada em larga escala, conjuntamente, pela Royal Society e pela Real Sociedade Geográfica (RSG), a nova expedição tinha como objectivos a realização de trabalhos científicos e a exploração geográfica em um continente praticamente desconhecido na época. Esta expedição passou a ser a referência de muitos daqueles que se tornariam líderes na Idade Heroica da Exploração da Antártida: Robert Falcon Scott, que liderou a expedição, Ernest Shackleton, Edward Wilson, Frank Wild, Tom Crean e William Lashly.
Os resultados científicos abrangeram várias áreas desde a biologia, a zoologia, a geologia, a meteorologia e o magnetismo. Foram feitas importantes descobertas nos campos geológico e zoológico, incluindo os Vales secos de McMurdo, desprovidos de neve, e a colónia do pinguim-imperador do cabo Crozier. Na área da exploração geográfica, foram descobertos a Terra do Rei Eduardo VII e o planalto polar através da rota das montanhas ocidentais. Esta expedição não tinha como objectivo principal atingir o Polo Sul, e apenas alcançaram a latitude de 82°17′S.
Referência para explorações posteriores, a Expedição Discovery foi um marco na história da exploração britânica da Antárctida. Depois do seu retorno, a expedição foi celebrada como um sucesso. No entanto, foi necessária uma missão de ajuda para libertar o Discovery, e a sua tripulação, do gelo; mais tarde, a qualidade dos seus achados científicos seria posta em causa. Uma das críticas feitas à expedição foi a sua incapacidade de gerir as técnicas de viagem polar utilizando esquis e cães, um legado que, no entanto, continuou nas expedições antárticas britânicas ao longo da Idade Heroica da Exploração da Antártida.

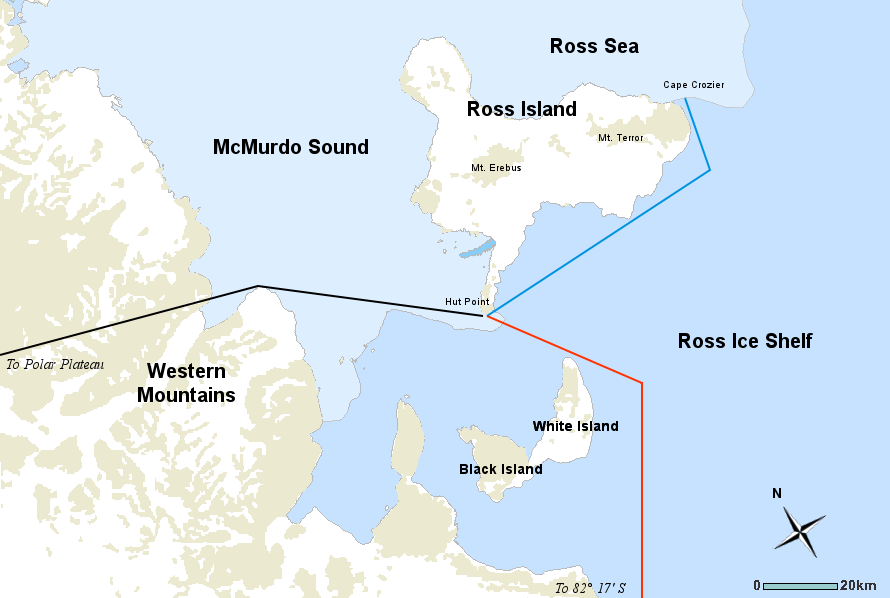
Base de trabalho da Expedição Discovery, 1902-04:
Linha vermelha - viagem ao sul e nova latitude, novembro de 1902 a fevereiro de 1903;
Linha preta - viagem a oeste através das montanhas Ocidentais para o planalto Polar, outubro-dezembro de 1903;
Linha azul - ida ao local das mensagens e à colónia do pinguim-imperador, no cabo Crozier, outubro de 1902 e setembro a outubro de 1903

## Antecedentes

### Precursores
Entre 1839 e 1843, o capitão da Marinha Real James Clark Ross, ao comando dos seus dois navios HMS Erebus e HMS Terror, efectuou três viagens ao continente antártico. Neste período de tempo, explorou e descobriu uma nova área da Antárctida que iria proporcionar um novo campo de trabalho a muitas futuras expedições britânicas.

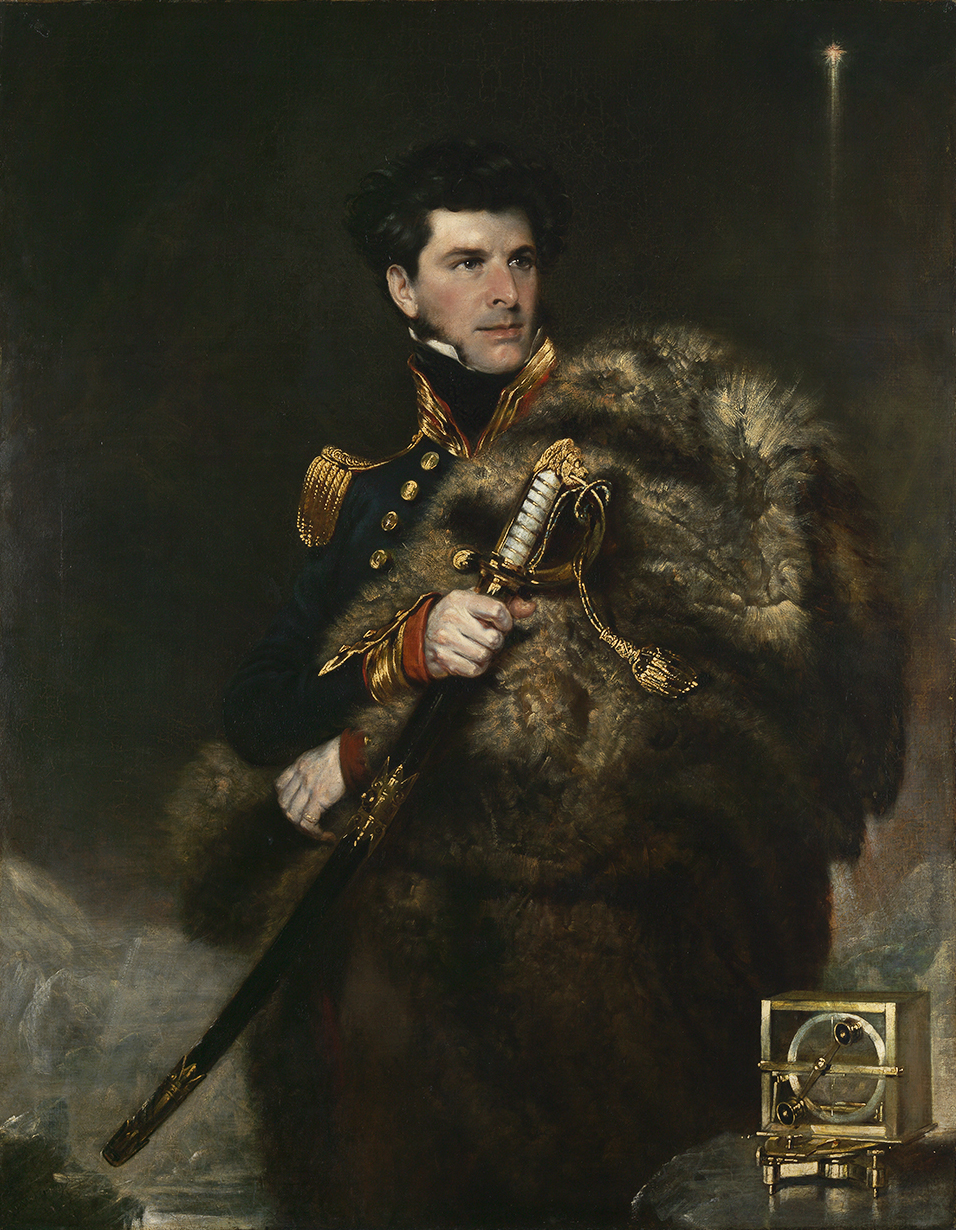
Sir James Clark Ross, descobridor do mar de Ross, da plataforma de gelo Ross e do estreito de McMurdo.

Ross registou os principais acidentes geográficos da região: o mar de Ross, a Grande Barreira de Gelo (mais tarde designada por plataforma de gelo Ross), a ilha de Ross, o cabo Adare, a ilha de Vitória, o estreito de McMurdo, o cabo Crozier e os dois vulcões gémeos, monte Érebo e monte Terror. Ross regressou à Grande Barreira, por diversas vezes, na esperança de a poder explorar, mas sem o conseguir, atingindo a sua latitude mais a sul numa enseada da Barreira, a 78°10′S, em Fevereiro de 1842. Ele acreditava que havia terra a leste da Grande Barreira, mas não o conseguia confirmar. 
Depois das viagens de Ross, durante os 50 anos seguintes, não foram realizadas expedições nesta zona da Antártida. Em janeiro de 1895, um navio baleeiro norueguês efectuou um curto desembarque no cabo Adare, o ponto mais a norte da Terra de Vitória. Quatro anos depois, Carsten Borchgrevink, que tinha feito parte do grupo que desembarcou, organizou a sua própria expedição à região, no navio Southern Cross. Esta expedição foi financiada por um donativo de 35 000 libras efectuado pelo milionário sir George Newnes, na condição de que aquela se designasse por British Antarctic Expedition (Expedição Antártica Britânica). Borchgrevink desembarcou no cabo Adare em fevereiro de 1899, onde construiu uma pequena cabana, e passou o Inverno de 1899 nesse local. No Verão seguinte rumou para sul, e chegou à enseada de Ross, na barreira. Um grupo de três homens dirigiu-se para sul, pela superfície da barreira, utilizando esquis, e chegaram a uma nova latitude de 78°50′S.
A Expedição Discovery foi planeada durante uma onda de interesse internacional pela região antártica, no virar do século XIX para o XX. Uma expedição alemã, liderada por Erich von Drygalski também ia partir ao mesmo tempo que a Discovery, para explorar a região a sul do oceano Índico. O explorador sueco Otto Nordenskjöld liderava uma expedição à Terra de Graham; e uma expedição francesa, com Jean-Baptiste Charcot no comando, dirigia-se para a península Antártica. Finalmente, o cientista escocês William Speirs Bruce liderava uma expedição científica ao mar de Weddell.

### Marinha Real, Clements Markham e Robert Scott
Sob a influência de sir John Barrow, segundo secretário do Almirantado Britânico, a exploração polar tornou-se numa das principais missões da Marinha Real Britânica, a seguir às Guerras Napoleónicas. O interesse naval tinha diminuído após o desaparecimento da Expedição de John Franklin, em 1845, e das expedições de busca que se seguiram. Depois dos problemas encontrados pela expedição ao Polo Norte, de 1874–76, liderada por George Nares, e da declaração deste de que o Polo Norte era "impraticável", o Almirantado decidiu que novas expedições polares seriam perigosas, caras e fúteis.

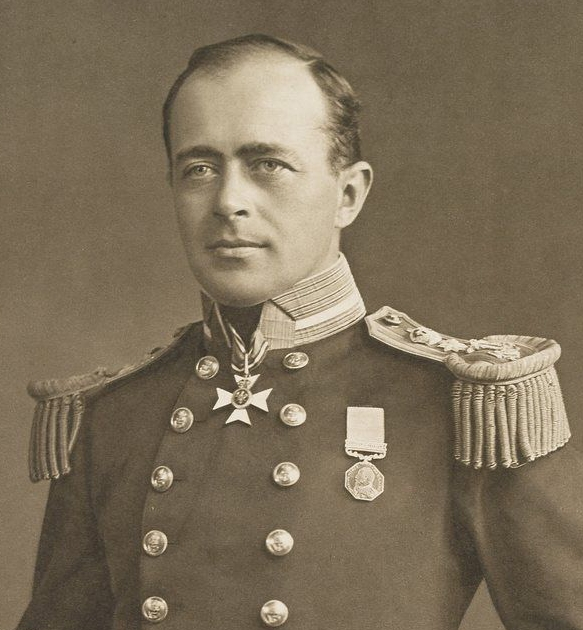
Capitão Robert Falcon Scott, líder da Expedição Discovery.

Contudo, o Secretário da Real Sociedade Geográfica (mais tarde seu presidente), sir Clements Markham, era um ex-oficial da marinha que tinha feito parte de uma das expedições de busca e salvamento de John Franklin, em 1851. Ele também esteve ao lado de George Nares em parte dessa expedição, e tornar-se-ia um grande defensor do histórico papel da Marinha. Em Novembro de 1893, surgiu uma oportunidade para cumprir esta ambição, quando o biólogo sir John Murray, que tinha estado nas águas da Antártida durante a Expedição Challenger, na década de 1870, se apresentou à Real Sociedade Geográfica. A palestra de Murray tinha por título The Renewal of Antarctic Exploration ("A Renovação da Exploração Antártica"), e propôs uma expedição em larga escala para o benefício da ciência britânica. Esta ideia foi fortemente apoiada, tanto por Clements Markham como pela principal instituição científica do país, a Royal Society. Uma comissão conjunta das duas organizações foi estabelecida para decidir o formato da nova expedição. Na perspectiva de Markham, deveria organizar-se uma exploração com a dimensão da de Ross ou Franklin, mas a ideia foi negada por algumas partes da comissão conjunta; no entanto, a sua teimosia era tanta, que a expedição acabou por ser organizada, em grande parte, de acordo com os seus desejos. O seu primo, e biógrafo, escreveria que a expedição era "a criação do seu cérebro, o produto da sua energia persistente".
Clements Markham tinha como hábito observar os jovens oficiais de marinha que lhe pareciam ser os mais promissores para assumir responsabilidades numa exploração polar, no caso de isso acontecer. Um deles era o guarda-marinha Robert Falcon Scott, quando este prestava serviço a bordo do HMS Rover, em São Cristóvão, no ano de 1887. Treze anos depois, Scott era agora um tenente a bordo do HMS Majestic, que ambicionava progredir na sua carreira, e a hipótese de se encontrar com sir Clements em Londres, levou-o a candidatar-se para o comando da expedição. Scott há muito que estava na mente de Markham, embora não fosse a sua primeira escolha. Porém, os outros candidatos, ou eram muito velhos para a função ou não estavam disponíveis. Com o apoio de Markham, a nomeação de Scott para o cargo foi feita em 25 de Maio de 1900, seguida de uma rápida promoção a comandante.

### Ciência e aventura
A estrutura de comando da expedição ainda não estava definida. Desde o início, Clements Markham estava determinado a ter um oficial da marinha no comando da expedição e não um cientista. Robert Falcon Scott, numa carta que escreveu a Markham depois da sua nomeação, reforçou a ideia de que "ele devia ter o comando completo do navio e dos grupos terrestres", e insistiu em ser consultado em todas as futuras reuniões. No entanto, a Comissão Conjunta, com a concordância de Clements Markham, tinha escolhido John Walter Gregory, professor de Geologia na Universidade de Melbourne, e antigo assistente no Museu Britânico, para director científico da expedição. Na perspectiva de Gregory, o controlo dos grupos terrestres devia estar nas suas mãos: "...O capitão receberia instruções para dar assistência, quando lhe fosse solicitado, em questões de dragagem, arrasto de redes, etc., para colocar os barcos onde fosse necessário, à disposição do grupo científico". Na discussão que se seguiu, Markham argumentou que o comando de Scott de toda a expedição teria de ser total, e o próprio Robert Falcon Scott insistiu nesta questão, caso contrário apresentaria a sua demissão. As exigências de Markham e Scott foram aceites, e Gregory demitiu-se afirmando que o trabalho científico não devia ficar "subordinado a aventuras navais".
Esta controvérsia piorou as relações entre as sociedades, que persistiram mesmo após o fim da expedição, reflectindo-se nas críticas à qualidade e dimensão dos resultados publicados. Markham defendeu que a sua insistência num comando naval era uma questão de estilo e tradição, e não uma falta de respeito à ciência. Ele tinha deixado clara a sua opinião de que, por si só, a mera conquista de uma latitude maior "não era merecedora de apoio".

## Membros da expedição

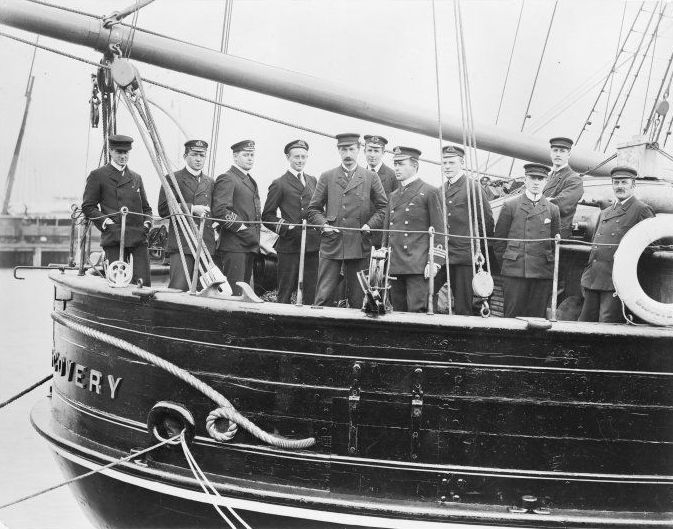
Oficiais da expedição. Da esquerda para a direita: Edward Adrian Wilson, Ernest Henry Shackleton, Albert Armitage, Michael Barne, Dr. Reginald Koettlitz, Reginald Skelton, Robert Falcon Scott, Charles Royds, Louis Bernacchi, Hartley Travers Ferrar e Thomas V. Hodgson

Clements Markham tinha esperança de que todos os homens da expedição fossem da Marinha Real, mas foi informado pelo Almirantado que "as presentes exigências dos Serviços Navais não permitem disponibilizar oficiais..." Contudo, o Almirantado concordou em deixar Robert Falcon Scott e Charles Royds e, mais tarde, Michael Barne e Reginald Skelton juntarem-se à expedição. Os restantes oficiais vinham da Marinha mercante britânica, e incluíam Albert Armitage, segundo-no-comando, que tinha participado na Expedição ao Ártico de Jackson–Harmsworth (1894–97), e Ernest Shackleton, como 3.º Oficial responsável pelo aprovisionamento e diversões. O Almirantado também disponibilizou cerca de 20 oficiais sub-alternos e marinheiros; a restante tripulação vinha do serviço mercante e do serviço público. Entre a tripulação estavam alguns que se tornariam veteranos da Antártida como Frank Wild, William Lashly, Tom Crean (que se juntou à expedição depois da deserção de um marinheiro na Nova Zelândia), Edgar Evans e Ernest Joyce. Embora a expedição não fosse um projecto formal da Marinha, Robert Scott propôs que a sua organização seguisse as directrizes navais, e acordou com a tripulação, de forma voluntária, que estes trabalhassem sob a Lei da Disciplina Naval.
A equipa científica tinha pouca experiência. O Dr. George Murray, que passou a ser o director científico depois da desistência de Gregory, era suposto viajar até à Austrália (na realidade, deixou o navio na Cidade do Cabo), e durante essa viagem dar formação aos cientistas, mas sem entrar em detalhes. O único cientista com experiência na Antártida era Louis Bernacchi, que tinha estado com Borchgrevink como técnico em magnetismo e meteorologia. O geólogo, Hartley Ferrar, de 22 anos, tinha acabado de se formar em Cambridge e Markham achava que "podia fazer dele um homem." O biólogo marinho Thomas Vere Hodgson, do Museu de Plymouth, era mais experiente, tal como o médico Reginald Koettlitz que, aos 39 anos, era o membro mais velho da expedição. Ele, tal como Armitage, esteve na expedição Jackson–Harmsworth. O médico mais novo, e zoólogo, era Edward Wilson, que se tornou amigo de Scott, e tinha uma natureza calma, paciente e neutra, qualidades que faltavam a Scott.

## Organização e objectivos

### Orçamento e financiamento
O custo total da expedição foi estimado em 90 000 libras (cerca de 7,25 milhões de libras em 2009), das quais 45 000 libras foram subsidiadas pelo Governo Britânico, na condição de as duas sociedades intervenientes também entrarem com um montante idêntico. A comissão conseguiu o montante graças a um grande donativo de 25 000 libras de um membro da RSG, sir Llewellyn W. Longstaff. A Real Sociedade Geográfica contribuiu com 8 000 libras, o maior donativo desta sociedade até à data, e Alfred Harmsworth, mais tarde Lord Northcliffe, com 5 000 libras; Harmsworth também tinha contribuído para a expedição Jackson-Harmsworth ao Árctico. O restante valor foi entregue por pequenos donativos. A expedição também recebeu o apoio de empresas comerciais: a Colman's forneceu mostarda e farinha; a Cadbury deu 1 600 kg de chocolate; a Jaeger fez um desconto de 40% em roupa especial; e a Bird's, bovril.

### Navio

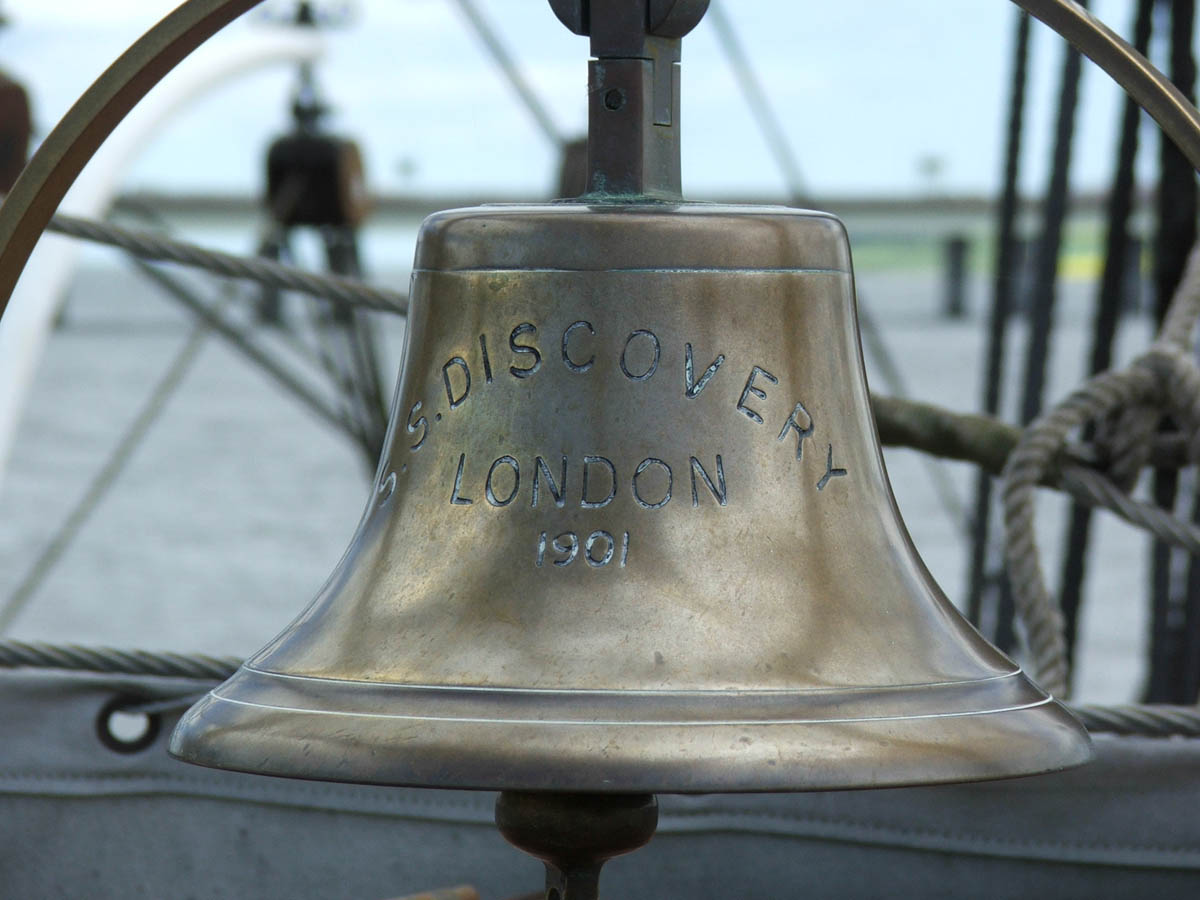
Sino do Discovery com a inscrição: "SS Discovery, Londres 1901"

O navio da expedição foi construído pela Dundee Shipbuilders Company e preparado para navegar em águas antárticas como navio de pesquisa, e foi um dos últimos navios de três mastros a ser construído no Reino Unido. A construção do navio teve um custo de 34 050 libras (cerca de 2,7 milhões em 2009), mais 10 322 libras (830 000 em 2009) dos motores, e o seu custo total, depois de todas as modificações, ascendeu a 51 000 libras (4,1 milhões em 2009). O nome do navio tinha um significado histórico naval, em particular por ter sido usado em um dos navios da expedição de Nares, e algumas das características deste foram incorporadas no novo equipamento. O barco foi inaugurado por Lady Markham a 21 de Março de 1901 com a designação SS Discovery.
Como não fazia parte da Marinha Real, o Almirantado não permitiu que o Discovery usasse a bandeira branca da marinha. Acabou por navegar sob as leis da marinha mercante, usando as bandeiras da Royal Geographical Society e da Royal Harwich Yacht Club.

### Objectivos
Sir Clements Markham dividiu a região antárctica em quatro sectores para potencial exploração, designando-as por Victoria, Ross, Weddell e Enderby. Sobre a zona de Victoria, embora houvesse interesse em explorar a extensão da Terra Adélia, descoberta por Jules Dumont d'Urville em 1837, não havia a certeza de se alcançar uma nova latitude a sul. Em relação ao sector Enderby pouco se sabia; os alemães pensavam que poderia atingir-se uma latitude mais a sul, indo por este sector, o que deu origem à Expedição Gauss. Já sobre o sector Weddell, tinham sido várias as tentativas de se seguir por aqui, mas era uma rota difícil para embarcações tradicionais, devido ao mar agitado. Por fim, a região escolhida acabou por ser a de Ross. Embora fosse uma zona já bastante conhecida, as descobertas efectuadas, nomeadamente por Ross, mas também por outros exploradores, eram muito apelativas, e podia-se chegar a uma nova latitude.
Os dois principais objectivos da expedição foram resumidas nas "Instruções ao Comandante" elaboradas pela comissão conjunta: "determinar, tanto quanto possível, a natureza, condição e extensão daquela porção de terra do Polo Sul, incluída no conjunto da sua expedição", e "efectuar pesquisa magnética nas regiões a sul do paralelo 40 e realizar investigações nos campos da meteorologia, oceanografia, geologia, biologia e física". As instruções estabeleciam que "nenhum destes objectivos deveria ser sacrificado pelo outro".
As instruções relacionadas com o objectivo geográfico eram mais específicas: "Os pontos principais de interesse geográfico são [...] explorar a barreira de gelo de sir James Ross até à sua extremidade oriental; descobrir a terra que Ross acreditava ser o limite leste da barreira, ou confirmar que não existe [...] Se decidir passar o Inverno no gelo...os seus esforços, no que respeita à exploração geográfica, devem ser orientados para [...] as montanhas a oeste, para sul e exploração da região vulcânica".[...]

## A expedição

### Primeiro ano

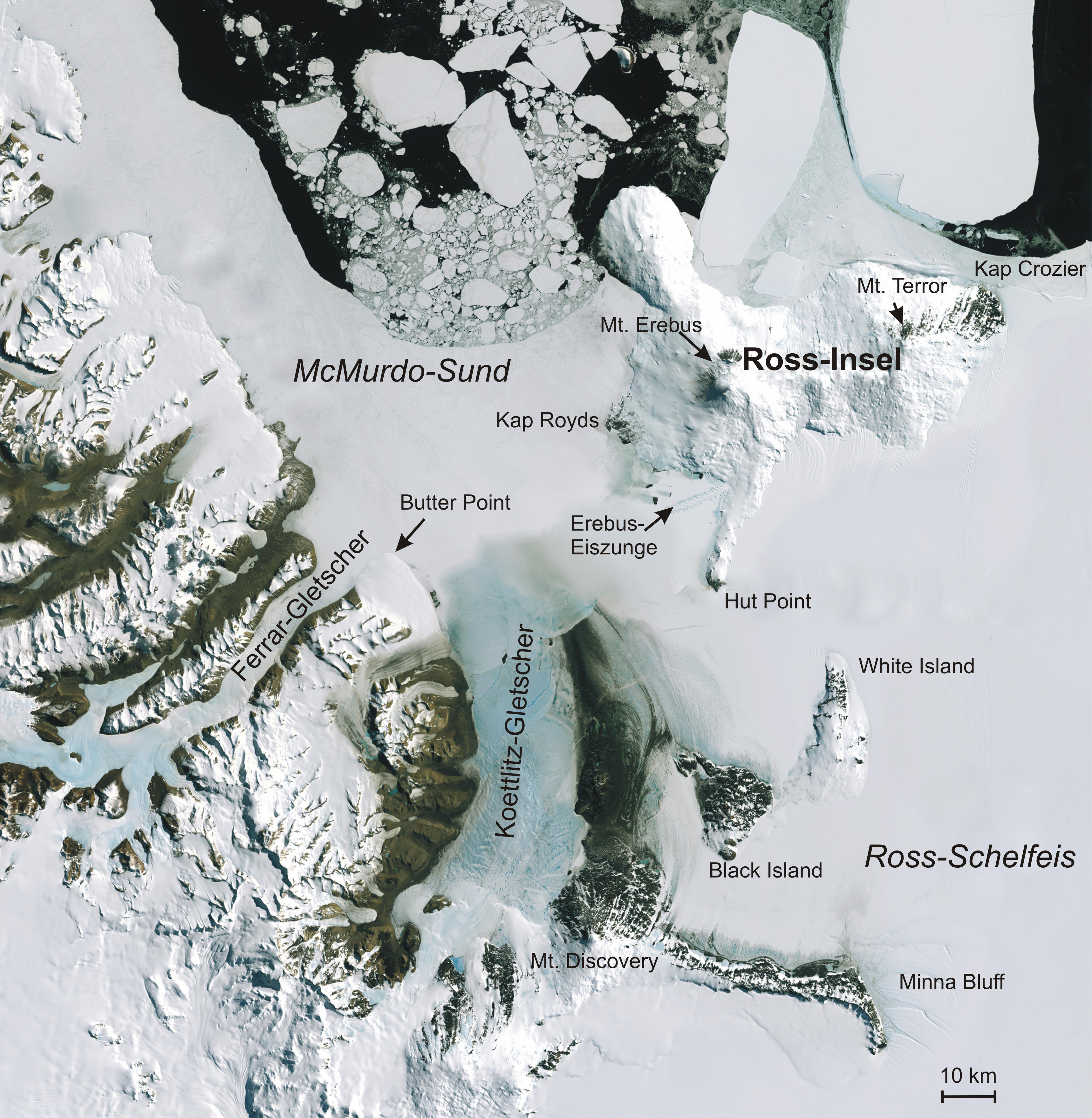
Imagem de satélite do estreito de McMurdo e da ilha de Ross

#### Viagem de ida
O Discovery saiu do porto de Cardiff a 6 de agosto de 1901, e chegou à Nova Zelândia, passando pela Cidade do Cabo, a 29 de Novembro, depois de um desvio abaixo da latitude 40°S para efectuar uma investigação no campo do magnetismo. Depois de três semanas de preparação final, o navio ficou pronto para a viagem ao sul. A 21 de dezembro, enquanto o navio zarpava de Lyttelton Harbour, acompanhado por uma multidão entusiasta, um jovem marinheiro, Charles Bonner, caiu do mastro principal. Foi sepultado dois dias mais tarde em Port Chalmers.
O Discovery navegou rumo sul e chegou ao cabo Adare a 9 de Janeiro de 1902. Depois de um curto desembarque para examinar o que sobrou do acampamento de Borchgrevink, o navio continuou em direcção ao sul navegando ao longo da costa da Terra de Vitória. No estreito de McMurdo, o Discovery tomou o rumo leste, e foi efectuado um novo desembarque, no cabo Crozier, para estabelecer um local que servisse de ponto de localização, de maneira a que o navio de apoio pudesse encontrar a expedição. Seguiu, então, ao longo da Grande Barreira até à sua extremidade leste e, a 30 de janeiro, a zona de terra prevista por Ross, foi então confirmada e designada por Terra do Rei Eduardo VII.
No dia 4 de fevereiro, Scott desembarcou na barreira e montou um balão de observação que ele tinha comprado para pesquisa aérea. Scott subiu para bordo do balão, que estava preso por uma corda no solo, e depressa subiu até ao 180 metros. Shackleton seguiu os passos de Scott e realizou um segundo voo. O que ambos conseguiam observar era a infindável superfície da Barreira. Wilson pensou para si próprio que os voos eram "uma loucura".

#### Baía de Winter Quarters

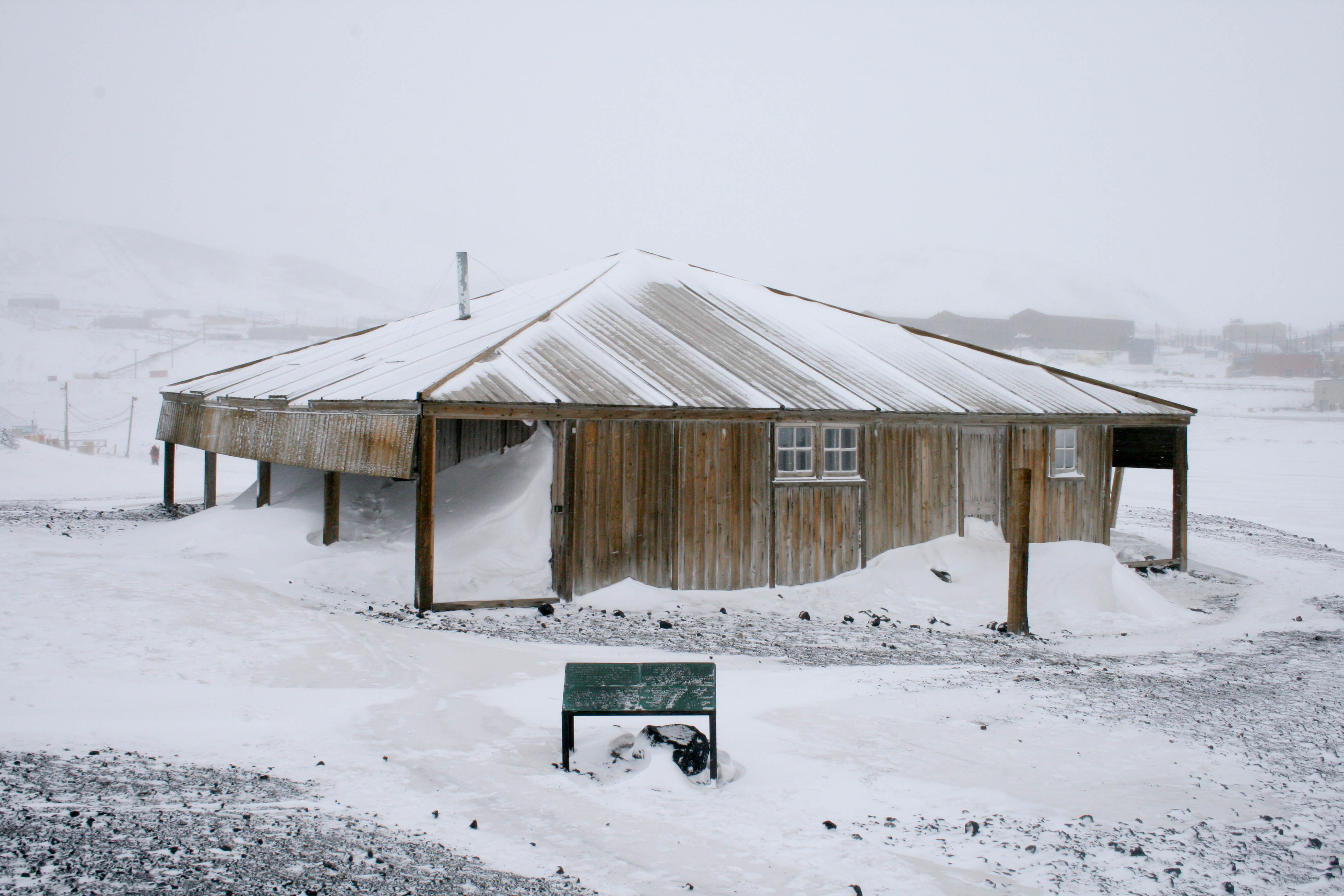
Cabana da expedição

O Discovery seguiu viagem em direcção a oeste à procura de um local onde se pudesse estabelecer de forma permanente. A 8 de fevereiro, entrou no estreito de McMurdo e, mais tarde, no mesmo dia, ancorou num local perto do limite sul a que deram o nome de Winter Quarters Bay (baía dos Alojamentos de Inverno). Edward Wilson escreveu: "Todos tivemos consciência da grande sorte em sermos levados para um local como este, seguro para o navio, com um abrigo perfeito contra a força do gelo". O fogueiro Lashly, contudo, achou que o local parecia um "lugar sombrio". O trabalho em terra teve início com a construção das cabanas da expedição numa península rochosa de nome Hut Point. Scott tinha decidido que a expedição devia continuar a sua vida e trabalho a bordo do navio, permitindo que o Discovery ficasse propositadamente preso no gelo, deixando a cabana principal a ser usada como armazém e abrigo.
No grupo não havia ninguém com experiência em esqui, e apenas Bernacchi e Armitage tinham alguma experiência em trenós puxados por cães. As anteriores tentativas de dominar estas técnicas não foram bem sucedidas, reforçando a preferência de Scott de serem os homens a puxar os trenós. Os perigos das condições desconhecidas pelos homens da expedição foram confirmados quando, no dia 11 de março, um grupo que regressava de uma tentativa de ida ao cabo Crozier,  ficou preso no gelo durante um nevão. Numa tentativa de encontrar um local seguro, um dos membros desse grupo, o marinheiro George Vince, escorregou e caiu de um penhasco, onde morreu. O seu corpo nunca foi encontrado; uma cruz com uma curta inscrição foi erigida no local em sua memória, e aí continua, no topo do promontório de Hut Point.
Durante os meses de Inverno de maio a agosto, os cientistas ficaram a trabalhar nos seus laboratórios, enquanto os armazéns e o equipamento eram preparados para o trabalho da estação seguinte. Para se divertirem, faziam algumas representações teatrais e realizavam actividades educacionais na forma de leituras e palestras. Ernest Shackleton criou um jornal, o South Polar Times. As actividades no exterior não cessaram; jogavam futebol no gelo, e as observações e trabalhos nos campos magnéticos e meteorológicos, continuaram. Com o fim do Inverno, efectuaram viagens experimentais de trenó para testar o equipamento e as rações, para se prepararem para a viagem em direcção ao Sul que Scott, Wilson e Shackleton iriam efectuar. Entretanto, um grupo liderado por Royds dirigiu-se até ao cabo Crozier para lá deixar uma mensagem, e descobriram uma colónia de pinguins-imperador. Um outro grupo, coordenado por Armitage, efectuou uma viagem de reconhecimento às montanhas ocidentais, regressando em Outubro com sinais de escorbuto. Mais tarde, Armitage criticaria o facto de Scott se ter negado, por "objecção sentimental", a matar animais para obter carne fresca. Rapidamente, a alimentação da expedição foi alterada, e o problema do escorbuto resolvido.

#### Viagem ao Sul

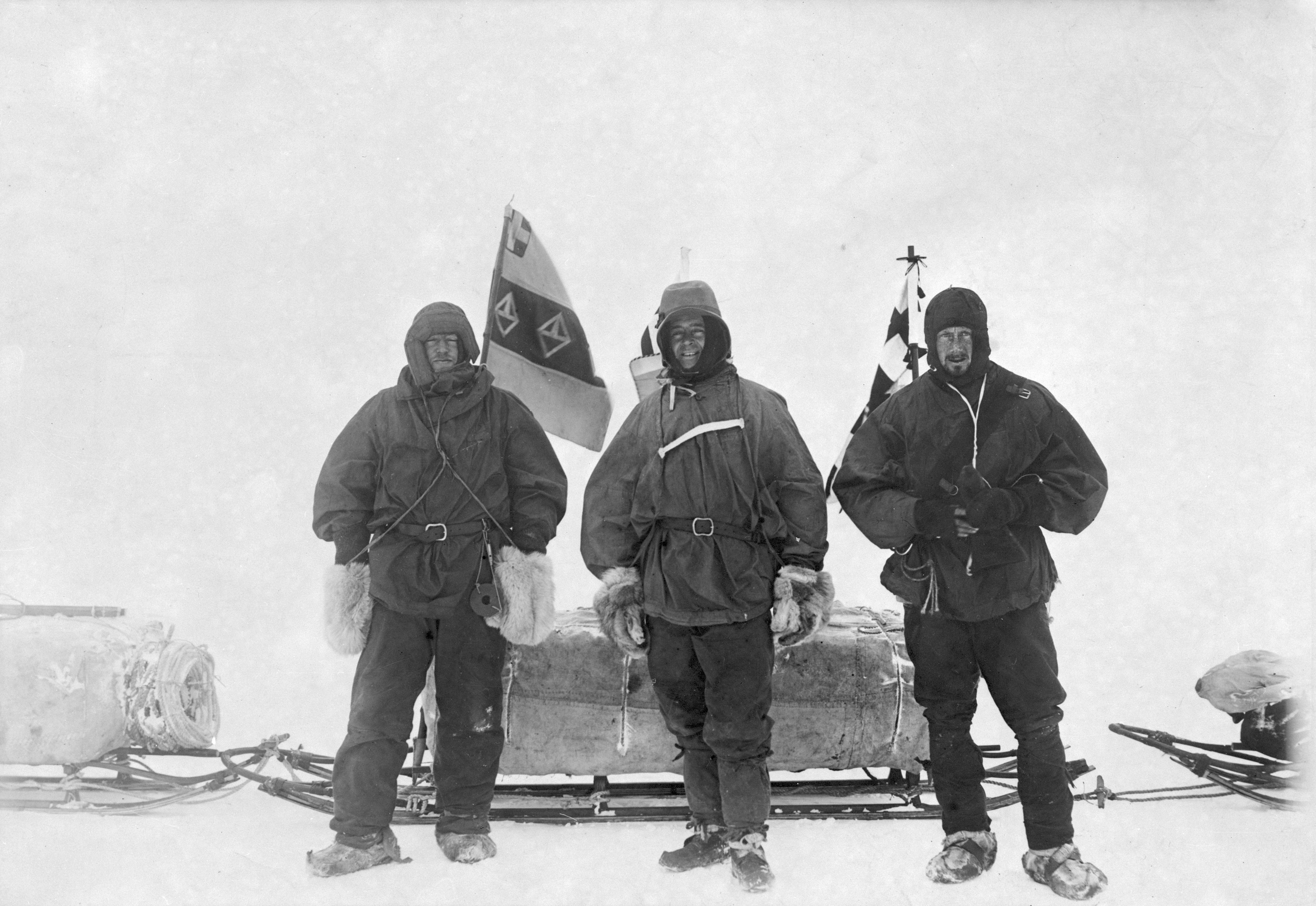
Ernest Henry Shackleton, Robert Falcon Scott e Edward Adrian Wilson

Scott, Wilson e Shackleton partiram no dia 2 de novembro de 1902 com os cães e equipas de apoio. O seu objectivo era "ir o mais longe possível para sul, em linha recta, pelo gelo da Barreira, chegar ao Polo, se possível ou encontrar novas terras". O primeiro marco significativo foi atingido no dia 11 de novembro, quando um dos grupos de apoio passou pela latitude máxima atingida por Borchgrevink de 78°50′S. Contudo, a falta de experiência com os cães depressa se tornaria evidente, com o progresso da marcha muito lento. Depois de os grupos de apoio terem regressado a 15 de novembro, a equipa de Scott começou a transportar metade da carga, voltando para trás para ir buscar a outra metade; como resultado deste método de transporte, por cada quilómetro de progressão em direcção ao sul, tinham que efectuar cerca de três. Os erros feitos com as rações dos cães começaram a notar-se, e, à medida que os animais iam ficando mais fracos, Wilson era forçado a abatê-los para alimentar os outros. Também os homens começavam a sofrer com as duras condições das viagens na Antártida: cegueira da neve, queimaduras provocadas pelo gelo e alguns sintomas de escorbuto; porém, continuaram a viagem para sul ao longo das montanhas ocidentais. O Dia de Natal foi celebrado com rações duplas e um pudim que Shackleton tinha guardado para essa data, escondido nas peúgas. A 30 de Dezembro de 1902, ainda na barreira, chegaram à sua latitude mais a sul de 82°17′S. Os problemas pioraram na viagem de regresso com a morte dos cães remanescentes e de Ernest Shackleton ter ficado incapacitado com escorbuto. Edward Wilson escreve no seu diário, a 14 de Janeiro de 1903, que "todos temos sintomas, embora ligeiros, de escorbuto". Scott e Wilson continuaram a sua luta, a puxar os trenós, e Shackleton, incapaz de qualquer esforço, caminhava ao lado dos trenós e, por vezes, tinha mesmo que ser transportado em cima deles. O grupo acabou por chegar ao navio a 3 de fevereiro de 1903, depois de terem percorrido 1 540 km em 93 dias, uma média de 16 km por dia.
Segundo um estudo publicado em 2022, Shackleton sofria de beribéri, resultando em fraqueza muscular, problemas gastrointestinais e dificuldades respiratórias.

### Chegada do navio de apoio
Durante o período em que o grupo principal efectuava a viagem ao sul, o navio de apoio, Morning, chegou com novas provisões. Os organizadores da expedição previam que o Discovery ficaria livre do gelo no início de 1903, permitindo a Scott realizar explorações no mar antes da chegada do Inverno. O Discovery devia regressar à Nova Zelândia em março ou Abril, seguindo para Inglaterra pelo oceano Pacífico, efectuando pesquisas no campo do magnetismo durante a sua viagem. O Morning providenciaria todo o tipo de assistência que Scott necessitasse durante este período.
No entanto, aquele plano não resultou pois o Discovery permaneceu preso no gelo. Markham já previa esta situação, e o capitão do Morning', William Colbeck, levava uma carta secreta a Scott autorizando-o a permanecer mais um ano no gelo. Sendo esta situação inevitável, o navio de assistência revelou-se uma oportunidade de alguns membros da expedição regressarem a casa. De entre estes, e contra a sua vontade, estava Shackleton, a convalescer do escorbuto; Scott tinha decidido que ele "não devia correr mais riscos dado o seu presente estado de saúde". Os antecedentes de conflitos entre Scott e Shackleton terão origem nesta altura, ou num suposto desentendimento durante a viagem ao sul que terá provocado uma acesa troca de palavras. Algumas destas informações foram transmitidas por Armitage, cuja relação com Scott não era boa, e que, anos mais tarde, depois das mortes de Scott, Wilson e Shackleton, decidiu revelar alguns detalhes que davam uma imagem negativa de Scott. Outros indícios mostram que Scott e Shackleton permaneceram, de forma geral, de boas relações; Ernest Shackleton recebeu a expedição quando esta regressou em 1904, e escreveu uma carta bastante cordial a Scott.

### Segundo ano
Depois do Inverno de 1903, Scott preparou-se para a segunda viagem principal da expedição: uma subida às montanhas ocidentais e exploração do interior da Terra de Vitória. A viagem de reconhecimento, realizada por Armitage no ano anterior, tinha descoberto um percurso até a uma altitude de 2 700 m, antes de regressar, mas Scott pretendia dirigir-se para oeste desta localização, se possível até ao local do Polo sul magnético. Depois de uma falsa partida, devido a falha nos trenós, um grupo que incluía Scott, Lashly e Edgar Evans, partiu  do Discovery, a 26 de Outubro de 1903.
Quando estavam a subir do glaciar Ferrar, assim designado em homenagem ao geólogo Hartley Ferrar, ficaram presos, a 2 100 m, durante uma semana, devido a uma tempestade de neve. Só a 13 de Novembro conseguiram atingir o pico do glaciar. Seguiram, então, viagem, passando pelo local onde Armitage chegou, descobriram o planalto Antártico, e tornaram-se os primeiros a efectuar uma viagem nele. Após o regresso dos grupos de apoio e geológico, Scott, Evans e Lashly continuaram para oeste através da planície deserta por mais oito dias, ao longo de cerca de 240 km, até atingirem o ponto mais a oeste no dia 30 de Novembro. Depois de terem perdido as suas tabelas de navegação numa tempestade, durante a subida ao glaciar, não sabiam exactamente onde estavam, e nem sequer tinham pontos de referência geográficos para fixar uma localização. A viagem de regresso ao glaciar Ferrar foi efectuada em condições difíceis que lhes limitaram a progressão a cerca de 1,6 km por hora, com poucos mantimentos e dependentes da capacidade de navegação de Scott. Quando desciam o glaciar, Scott e Evans por pouco não morriam numa fenda no gelo, antes de descobrirem um vale seco, sem neve, um fenómeno pouco habitual na Antártida. Lashly descreveu a zona como "um excelente local para cultivar batatas". O grupo chegou ao Discovery a 24 de Dezembro, depois de uma rota circular de mais de 1 100 km, percorrida em 59 dias. A média diária nesta viagem de tracção humana foi melhor que aquela efectuada com cães em viagens anteriores, um facto que convenceu, ainda mais, a opinião negativa de Scott no respeitante à utilização daqueles animais. O historiador polar David Crane caracterizou a viagem à região oeste como "uma das grandes viagens da história polar".

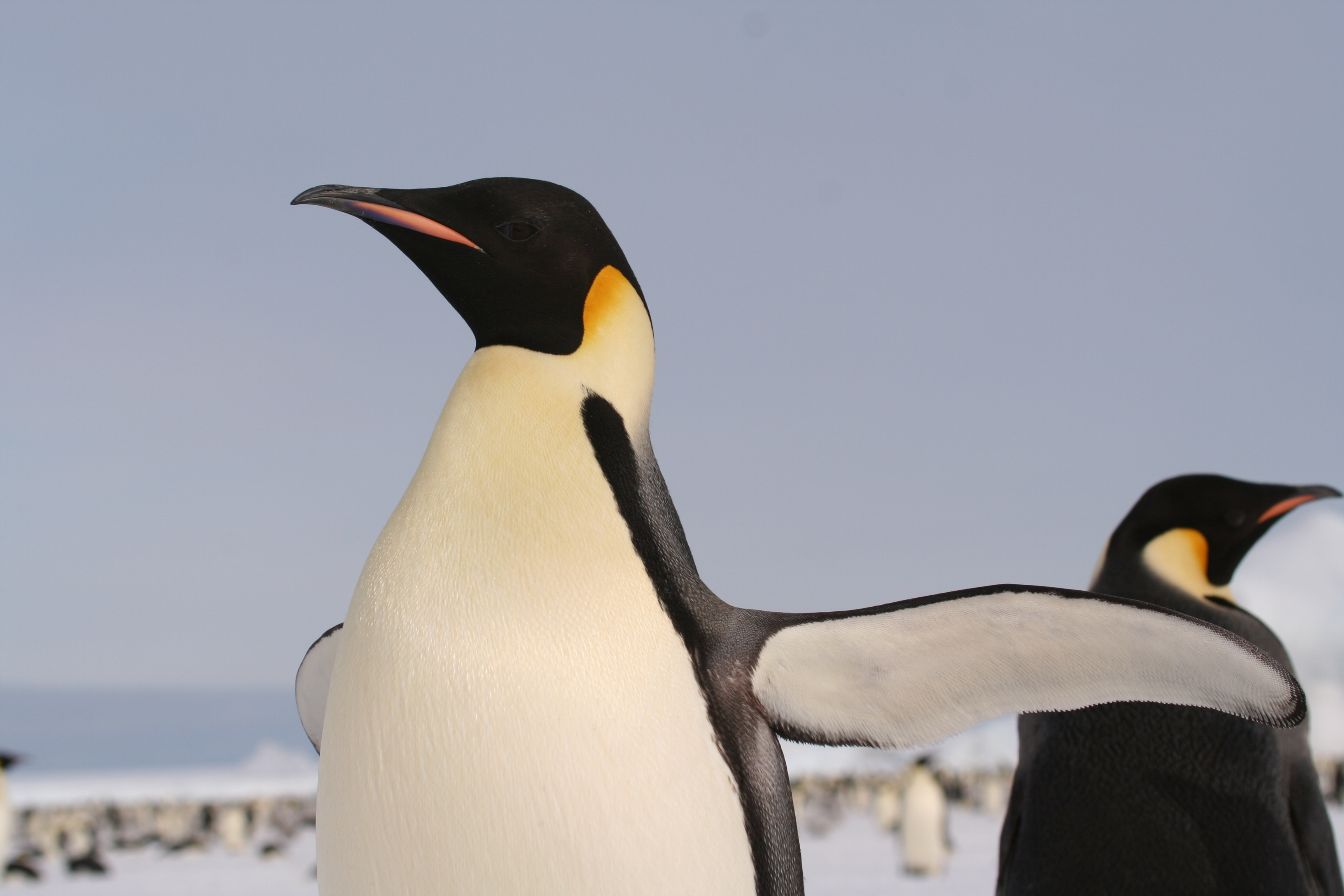
Pinguins-imperador. A colónia no cabo Crozier tinha sido descoberta por um grupo liderado por Charles Royds, em outubro de 1902.

Durante a ausência de Scott, foram efectuadas outras viagens. Royds e Bernacchi viajaram durante 31 dias pela barreira, em direcção a sudeste, observando a sua natureza plana e realizando registos magnéticos. Outro grupo explorou o glaciar Koettlitz, a sudoeste, e Wilson foi explorar o cabo Crozier para observar a colónia do pinguim-imperador.

### Segunda expedição de apoio
Scott tinha esperança de encontrar, no seu regresso, o Discovery liberto do gelo, mas este permanecia firmemente preso. O trabalho de libertação do navio do gelo já tinha começado, com serras próprias para gelo, mas após 12 dias de trabalho, apenas tinham conseguido cortar dois bocados com 140 m, com o navio a cerca de 32 km de mar aberto. A 5 de janeiro de 1904, o navio de apoio, Morning, regressou, desta vez com mais um navio, o Terra Nova. Colbeck trazia instruções do Almirantado para que, caso não se conseguisse libertar o Discovery do gelo, até uma determinada data, devia ser abandonado e o seu equipamento trazido nos dois navios de assistência. Este ultimato era resultado da dependência financeira de Markham do Tesouro para cumprir com os custos desta segunda expedição de resgate, pois o dinheiro estava no fim. O prazo acordado entre os três capitães era o dia 25 de fevereiro, o que era uma verdadeira corrida contra o tempo para que os navios de apoio chegassem até ao Discovery, preso na península Hut Point. Como precaução, Scott iniciou a transferência do material científico para os outros barcos. Foram utilizados explosivos para quebrar o gelo, e o pessoal continuava a serrar o gelo mas, embora os navios tivessem conseguido aproximar-se do Discovery, em finais de janeiro, este continuava preso a três quilómetros daqueles. No dia 10 de fevereiro, Scott aceitou a ideia de que tinha que abandonar o navio mas, a 14 de fevereiro, de repente, o gelo começou a quebrar e o Morning e o Terra Nova acabaram por chegar até ao Discovery. Uma carga explosiva final destruiu o gelo restante a 16 de Fevereiro e, no dia seguinte, depois de um último susto quando o navio ficou temporariamente preso, o Discovery iniciou a viagem de regresso à Nova Zelândia.

## Regresso
No regresso ao Reino Unido, a recepção à expedição foi, de início, inexistente. Markham estava presente para receber o navio, em Portsmouth, no dia 10 de Setembro de 1904, mas quando o Discovery seguiu para Londres, uns dias depois, nenhuns altos dignitários lá estavam. Contudo, havia um significativo entusiasmo entre o público e teve lugar o reconhecimento oficial. Robert Falcon Scott foi promovido a Capitão e convidado para se encontrar com o rei Eduardo VII no Castelo de Balmoral, o qual lhe concedeu o título de Comendador da Real Ordem Vitoriana. Também recebeu várias medalhas e prémios internacionais, destacando-se a Legião de Honra francesa. Aos outros oficiais e tripulação, foi entregue a Medalha Polar.
Os principais resultados no campo da geografia foram a descoberta da Terra do Rei Eduardo VII; a subida das montanhas ocidentais e a descoberta do Planalto Polar; a primeira viagem de trenó no planalto; e a viagem pela Barreira, sendo atingida uma nova latitude sul de 82°17′S. Foi confirmada a natureza de ilha da Ilha de Ross; as Montanhas Transantárticas foram mapeadas até à latitude de 83°S, e foram calculados os posicionamentos e alturas de mais de 200 montanhas. Muitos outros acidentes geográficos foram, também, identificados e nomeados, e foi realizado um extenso trabalho ao longo da costa.

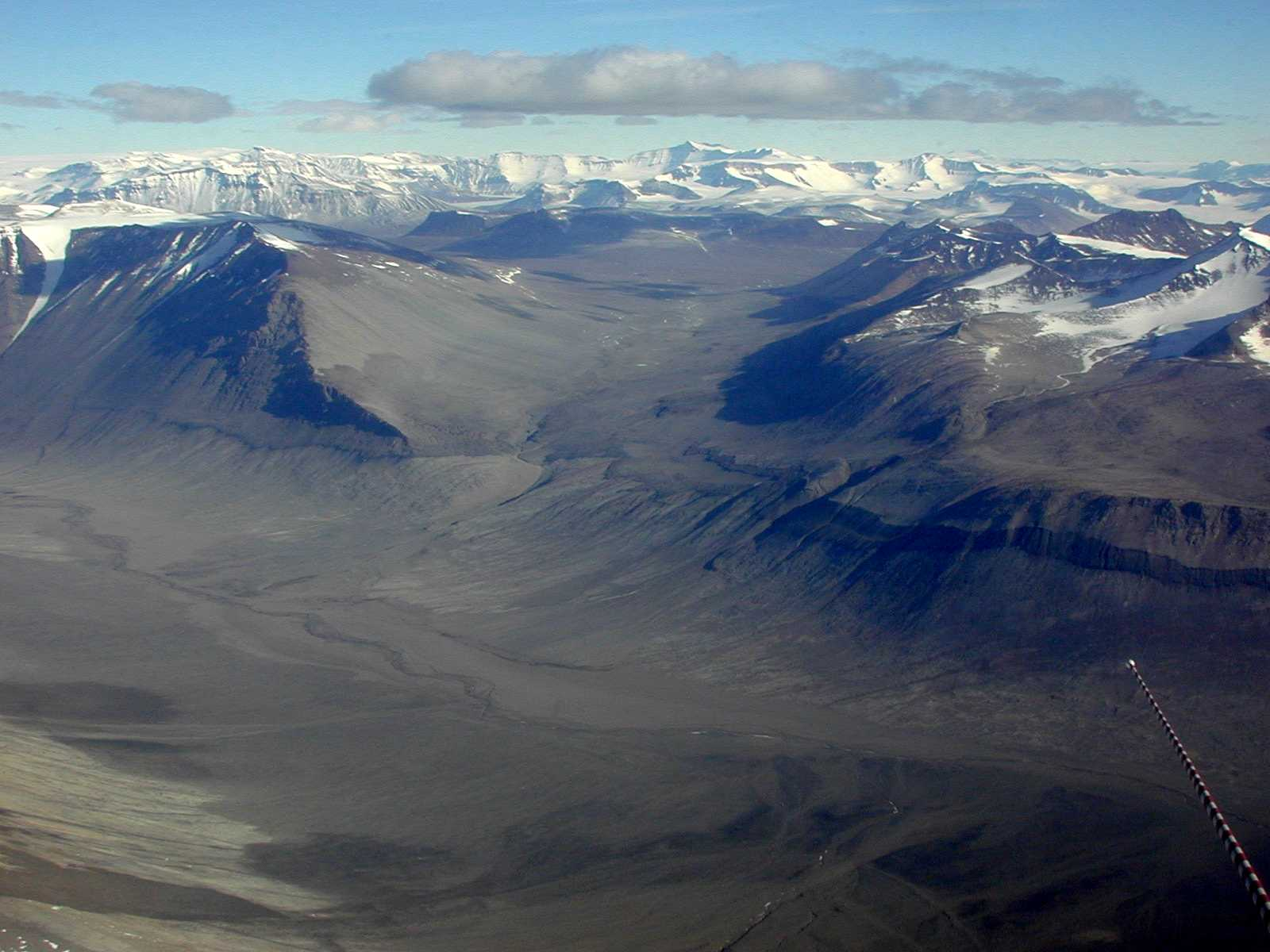
Vales Secos nas montanhas ocidentais da Terra de Vitória, descobertas durante a viagem a oeste da expedição

Também foram efectuadas importantes descobertas científicas. Destaca-se os Vales Secos, sem neve, nas montanhas ocidentais; a colónia de pinguins-imperador, no cabo Crozier; indícios de que a Barreira de Gelo era um grande bloco de gelo flutuante; e um fóssil de uma folha, descoberto por Ferrar, que ajudou a estabelecer uma relação entre a Antártida e o super-continente Gondwana. Foram recolhidos milhares de espécimenes geológicos e biológicos e identificadas novas espécies marinhas. Foi efectuado um cálculo, bastante aproximado, da localização do Polo sul magnético.
Um apoio geral aos resultados científicos, por parte do Chefe de Hidrografia da Marinha (e antigo adversário de Scott), sir William Wharton foi um acto motivador. No entanto, quando os dados meteorológicos foram publicados, a sua precisão foi criticada no meio científico, incluindo o Presidente da Sociedade de Física de Londres, o Dr. Charles Chree. Scott defendeu o trabalho da sua equipa, enquanto que em privado, definiu o trabalho de Royds como "terrivelmente desleixado".
A falha em não terem conseguido evitar o escorbuto foi resultado do desconhecimento médico para as causas da doença, e não da organização da expedição. Naquela altura, era sabido que uma alimentação que incluísse carne fresca podia ajudar a curar a doença, mas desconhecia-se que a sua falta era a sua causa. Assim, foi levada carne fresca de foca para a viagem ao sul "no caso de sermos atacados pelo escorbuto", Na Expedição Nimrod (1907–09), Shackleton evitou a doença fornecendo-se de carne de foca e pinguim. Porém, o Tenente Edward Evans quase que morria de escorbuto durante a Expedição Terra Nova (1910–13), e este problema por pouco não dizimava o Grupo do Mar de Ross durante o período de 1915–16. Esta doença continuou a ser um problema até as suas causas terem sido determinadas, cerca de 25 anos depois da expedição Discovery.

## Resultados

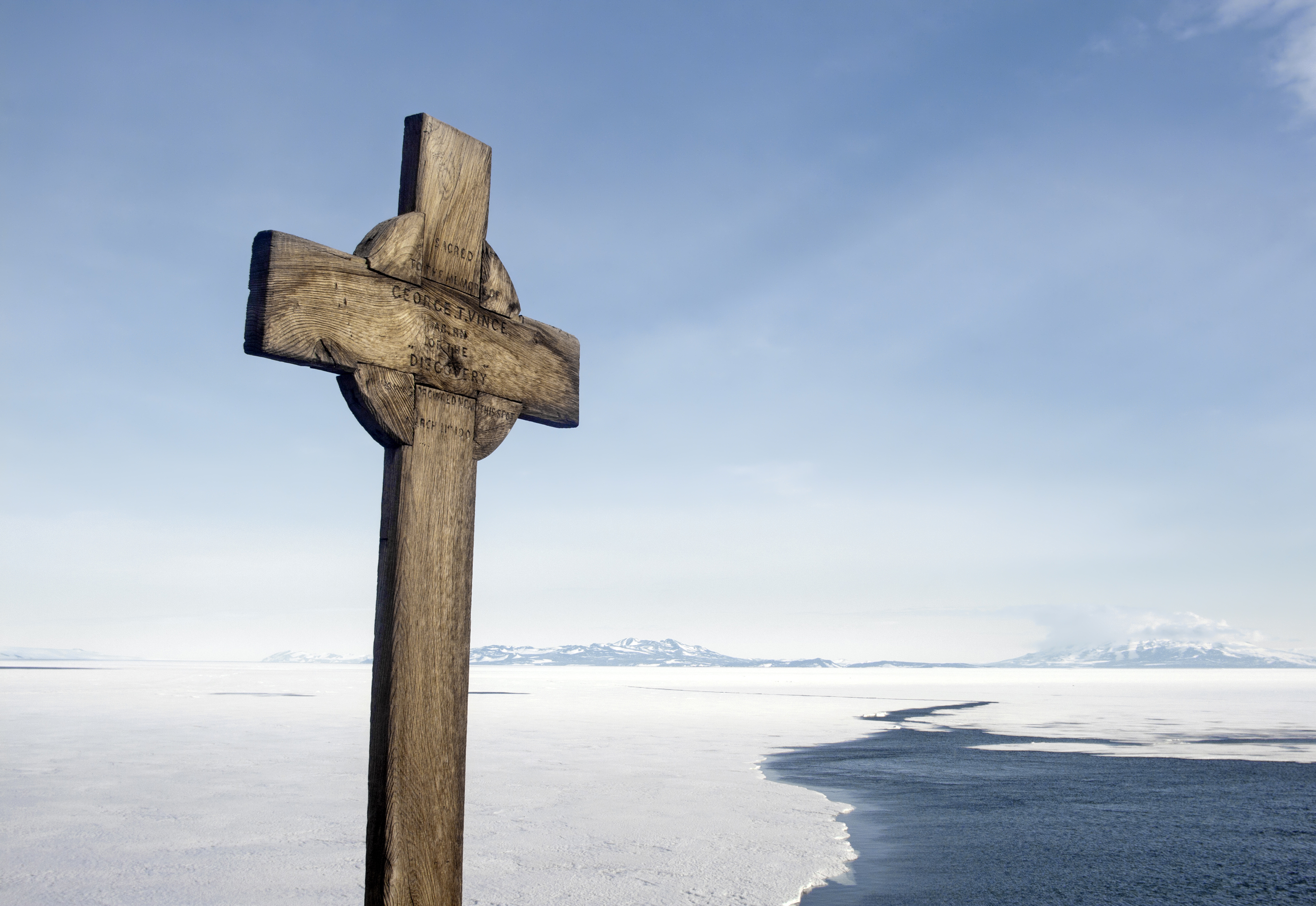
Cruz em memória de George Vince, localizada em Hut Point

Robert Falcon Scott foi dispensado da Marinha para escrever o relato oficial da expedição, o livro The Voyage of the Discovery; foi publicado em 1905 tendo alcançado significativo sucesso. No entanto, a descrição que fez da doença, e consequências, de Shackleton durante a viagem ao sul, causou desentendimentos entre ambos, em particular a versão de Scott sobre o período em que Ernest Shackleton teve que ser transportado no trenó. Segundo Scott, o colapso de Shackleton impediu-os de terem alcançado uma latitude sul ainda maior.
Scott continuou na sua carreira naval, primeiro como assistente do Director de Informação Naval e, depois, em Agosto de 1906, como Capitão-assistente do Contra-Almirante George Egerton, no HMS Victorious. Por esta altura, Scott era visto como um herói nacional, apesar da sua aversão ao sensacionalismo e à ribalta, e a expedição era apresentada ao público como um sucesso. Este sentimento de vitória não levava a uma análise objectiva ou a uma avaliação cuidada dos pontos fortes e fracos da expedição. Em particular, a defesa acérrima de Scott em relação à tracção humana, que considerava ser mais nobre do que qualquer outra técnica de deslocação no gelo, levou a uma desconfiança generalizada nos métodos que envolvessem esquis e cães, e a uma corrente de pensamento que foi seguida em expedições posteriores. Assim, embora fossem solicitados conselhos a esquiadores experientes como Fridtjof Nansen, a sua opinião não foi tida em conta.
A Expedição Discovery serviu de ponto de partida para a carreira de vários homens nas expedições à Antártida, seja como líderes ou como membros, nos 15 anos seguintes. Para além de Scott e Shackleton, Frank Wild e Ernest Joyce voltaram várias vezes ao Polo Sul, aparentemente incapazes de regressarem a uma vida considerada normal. William Lashly e Edgar Evans, companheiros de Scott na viagem ao oeste em 1903, também estiveram presentes nas expedições seguintes. Tom Crean esteve tanto com Scott como com Shackleton. Edward Evans, primeiro-oficial no navio de apoio Morning, chegou a planear a sua própria expedição, antes de se juntar a Scott em 1910.
Após regressar ao serviço, Robert Falcon Scott revelou à Real Sociedade Geográfica a sua intenção de regressar à Antártida, mas aquela informação não foi tornada pública. Shackleton adiantou-se a Scott que, em 1907, anunciou os seus planos para liderar uma expedição com o duplo objectivo de alcançar tanto o polo sul magnético como o geográfico. Sob pressão, Shackleton acordou em não trabalhar a partir do Estreito de McMurdo, o qual Scott reclamou para si como o seu local de trabalho. Porém, na procura por um local seguro para desembarcar, e incapaz de o encontrar, Ernest Shackleton foi forçado a quebrar a promessa. A sua expedição obteve grande sucesso com uma nova latitude sul de 88°23′S, a menos de 160 km do Polo Sul, enquanto a equipa do norte atingiu o local do Polo Sul magnético. Contudo, a quebra no acordo levou a um mal-estar nas relações com Scott, com este a chamar de mentiroso e patife o seu antigo companheiro.
Aos poucos, os planos de Scott começaram a concretizar-se na forma de uma expedição em larga escala, nas áreas científicas e geográficas, com a conquista do Polo Sul como objectivo principal. Scott esperava ansiosamente evitar o amadorismo que tinha ficado associado ao trabalho científico da Expedição Discovery. Nomeou Edward Wilson para cientista-chefe, e este escolheu uma equipa de homens experientes. A expedição partiu em Junho de 1910, no Terra Nova, um dos navios de apoio do Discovery. No entanto, os seus planos foram complicados pela chegada, em simultâneo, à Antártida, de Roald Amundsen e da sua expedição. O grupo de Amundsen chegou ao Polo Sul no dia 14 de dezembro de 1911, tendo regressado de forma segura. Pelo contrário, Scott e quatro companheiros, incluindo Wilson, alcançaram o Polo a 17 de janeiro de 1912, tendo morrido os cinco membros da equipa na viagem de regresso.

### Principal
- Coleman, E. C. (2006). The Royal Navy in Polar Exploration, from Frobisher to Ross. Stroud (Gloucestershire): Tempus Publishing. ISBN 0-7524-3660-0
- Crane, David (2005). Scott of the Antarctic: A Life of Courage, and Tragedy in the Extreme South. Londres: HarperCollins. ISBN 978-0-00-715068-7. OCLC 60793758
- Fiennes, Ranulph (2003). Captain Scott. Londres: Hodder & Stoughton Ltd. ISBN 0-340-82697-5
- Fisher, Marjorie and James (1957). Shackleton. Londres: James Barrie Books
- Huntford, Roland (1985). The Last Place on Earth. Londres: Pan Books. ISBN 0-330-28816-4. OCLC 12976972
- Huntford, Roland (1985). Shackleton. Londres: Hodder & Stoughton. ISBN 0-340-25007-0. OCLC 13108800
- Jones, Max (2003). The Last Great Quest: Captain Scott's Antarctic Sacrifice. Oxford (UK): Oxford University Press. ISBN 0-19-280483-9. OCLC 59303598
- Preston, Dian (1999). A First Rate Tragedy: Captain Scott's Antarctic Expeditions paperback ed. Londres: Constable. ISBN 0-09-479530-4. OCLC 59395617
- Riffenburgh, Beau (2005). Nimrod: Ernest Shackleton and the Extraordinary Story of te 1907–09 British Antarctic Expedition paperback ed. Londres: Bloomsbury Publishing. ISBN 0-7475-7253-4. OCLC 56659120
- Savours, Ann (2001). The Voyages of the Discovery: Illustrated History. Londres: Chatham Publishing. ISBN 1-86176-149-X
- Scott, Robert Falcon (1905). Voyage of the Discovery (2 vols). Londres: Smith, Elder & Co
- Smith, Michael (2000). An Unsung Hero: Tom Crean, Antarctic Survivor. Londres: Headline Book Publishing. ISBN 1-903464-09-9
- Wilson, Edward (1966).  Savours, Ann, ed. Diary of the Discovery Expedition. Londres: Blandford Press. ISBN 0-7137-0431-4

### Complementar
- Landis, M: Antarctica: Exploring the Extreme: 400 Years of Adventure. Chicago Review Press 2003 ISBN 1-55652-480-3
- Seaver, George: Edward Wilson of the Antarctic John Murray 1933
- Skelton, J V & Wilson, D W: Discovery Illustrated: Pictures from Captain Scott's First Antarctic Expedition Reardon Publishing 2001 ISBN 1-873877-48-X
- Skelton, Judy (ed) The Antarctic Journals of Reginald Skelton: Another Little Job for the Tinker. Reardon Publishing 2004 ISBN 1-873877-68-4